# カール・アントン・ビヤークネス

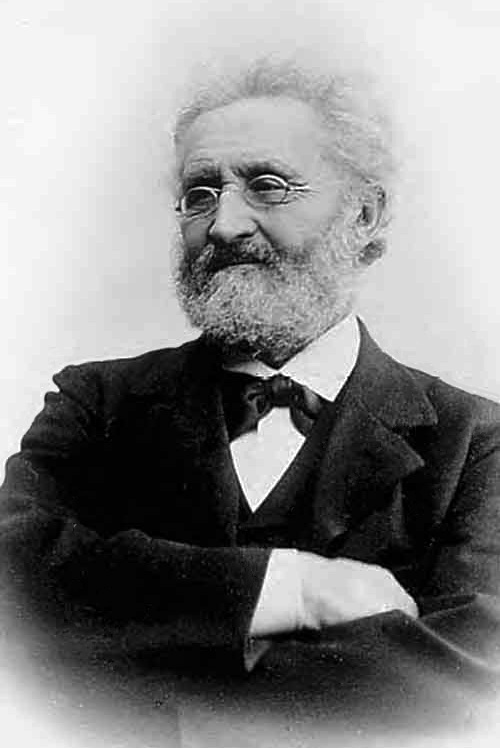
Carl Anton Bjerknes

カール・アントン・ビヤークネス（Carl Anton Bjerknes、1825年10月24日 - 1903年3月20日）はノルウェーの物理学者、数学者である。
オスロに生まれた。オスロ大学で鉱物学を学んだ。1852年から2年間、奨学金を得て、フランス、ドイツで学び、オスロ大学の数学の教授を務めた。水力学などの研究をおこなった。
気象学者、海洋学者のヴィルヘルム・ビヤークネスは息子である。